# Trip (buscador web)
Trip es un motor de búsqueda clínica gratuito utilizado en el Reino Unido para ayudar a los médicos a identificar evidencia de investigación, en parte para crear revisiones sistemáticas.

## Historia
El sitio fue creado en 1997 por Jon Brassey y Chris Price en Gwent, Gales del Sur. En 1999, una fuente informó que recopilaba resultados de 25 sitios web. En 2003, Trip se convirtió en un servicio solo por suscripción. Este servicio se abandonó en septiembre de 2006 y en 2015 adoptó un modelo de negocio freemium. Originalmente, "Trip" significaba Convertir la Investigación en Práctica (Trip stood for Turning Research Into Practice).